# بادیه‌نشینان
مردم بَدَوی (به عربی: البدو) (به‌معنای: بیابان‌نشین) یا اَعراب (مفرد آن: اَعرابی) به مردم نیمه‌کوچ‌گر عرب گفته می‌شوند که خاستگاهشان از تبار کوچ‌گران سرزمین‌های عربستان و بیابان‌های سوریه-عراق بوده‌است. بَدَوی در زبان عربی به معنای «باشندهٔ بیابان، صحرانشین، بادیه‌نشین» است و در اصل به سبک زندگی سادهٔ آنان (بِداوت/سادگی) اشاره دارد.

گستردگی اقلیم زیست آنان از بیابان‌های گستردهٔ شمال آفریقا تا شرق خاورمیانه است. آن‌ها به‌طور سنتی به قبیله‌های گوناگون بخش می‌شوند که در عربی عشائر نامیده می‌گردد و فرهنگی مشترک برپایه سبک زندگی سادهٔ صحرایی دارند. بدویان بخشی از تعریف نوین مردم عرب اند اما با آنان یک گونه انگاشته نمی‌شوند. بادیه‌نشینان با نام‌های گوناگونی در طول تاریخ در زبان‌های گوناگون اشاره شده‌اند، مانند: قیداری در عهد عتیق، آر-باآ توسط آشوریان و در قرآن، أعراب.

با اینکه بسیاری از بدویان سنت‌های عشایری و قبیله‌ای خود را برای زندگی نوین شهری رها کرده‌اند، اما بخشی از فرهنگ سنتی بادیه‌نشینی و مفاهیم وابستهٔ عشایری را نگه داشته‌اند، مانند موسیقی سنتی، شعر، رقص و بسیاری از آیینگان فرهنگی دیگر. بدویان شهرآیین‌شده، جشنواره‌های فرهنگی را سازمان‌دهی می‌نمایند، معمولاً چند بار در سال، که در آن جشنواره‌ها با دیگر بدویان گرد می‌آیند تا در اجرایی شریک شوند، سنتی را برگزار نمایند مانند گونه‌های گوناگون شعرخوانی و رقص شمشیر، یا به یادگیری بپردازند، آموزش بافندگی چادر سنتی و نواختن آلات موسیقی سنتی بدوی را به یکدیگر بیاموزند یا به نمایش بگذارند. شترسواری و خیمه‌زنی نیز از پویایی‌های محبوب اوقات فراغت این بدویان شهرآیین‌شده‌است که در کشورهای گوناگون عربی زندگی می‌کنند.

## تاریخچه
در اواخر قرن ۱۹ بسیاری از بادیه نشینان تحت قانون بریتانیا زندگی نیمه عشایری شروع کردند. در دهه‌های ۱۹۵۰ و ۱۹۶۰عدهٔ کثیری از بادیه نشینان در سراسر میانهٔ غربی آسیا زندگی سنتی و عشایری خود را رها کردند تا در شهرهای آن منطقه ساکن شوند مخصوصاً به خاطر اینکه نواحی گرم کوچک و جمعیتشان زیاد شده‌است. برای مثال نوع زندگی بدوی در سوریه در طول قحطی ۱۹۵۸ تا ۱۹۶۱ از بین رفت و این باعث شد بسیاری از صحرانشینان شغل شبانی را رها کنند و شغل‌های متداول پیدا کنند. به همین شکل، سیاست‌های دولتی در مصر و اسرائیل و تولید نفت خام در خلیج فارس و همچنین میل به داشتن امکانات رفاهی و مناسب برای زندگی باعث شد که بیشتر بادیه نشینان ساکن و شهروند ملت‌های مختلف شوند به جای اینکه زندگی شبانی و عشایری داشته باشند. سیاست‌های دولتی و فشارها روی صحرانشینان در برخی موارد برای فراهم کردن امکانات بوده (مدرسه، بهداشت، اجرای قانون و …) اما در بقیهٔ موارد این سیاست‌ها به منظور تسخیر سرزمین‌هایی بوده که قبلاً توسط آن‌ها کنترل می‌شده. در سال‌های اخیر بادیه نشینان به عنوان سرگرمی پرورش کبوتر سفید و شکار با شاهین را در پیش گرفته‌اند. قبایل بدوی در عربستان، دارای یک رشته آداب و رسومی همانند مهمان‌نوازی، وفای به عهد، کرم، جوانمردی و رشادت بودند و بعضی دیگر آدابی همانند کینه‌جویی، دزدی، غارتگری و زنده به گور کردن دختران داشتند. یک پژوهشگر با نفی زنده‌به‌گور کردن، آن را یک توهم تاریخی دانسته‌است.
در دوران نوین، از اواخر سدهٔ هجدهم میلادی، شرق‌شناسان و جهانگردان اروپایی، نگارش دربارهٔ بدویان را در آثارشان آغاز کردند، از اواخر سدهٔ نوزدهم میلادی نیز، مردم عرب زبان به بدویان توجه کردند و زندگی‌شان را با توجه به دگرگونی‌های نوین بررسی کردند.

## ریشه‌شناسی نام
بدویان در زبان عربی «البَدو» خوانده می‌شوند، در عربی استاندارد نوین جمع آن «بَداوی»، اسم انتساب به آن «بَدوی» برای مذکر و «بَدَوِیّة» برای مؤنث می‌باشد. معنی آن «بیابان‌نشین» است و به‌طور خاص به «بیابان‌نشینان از قبایل عرب که به قبیله‌های بسیاری تقسیم می‌شوند» معنی شده‌است. در آیهٔ ۱۰۰ سوره یوسف برای اشاره به بیابان آمده‌است که آن «البَدْوُ» واژهٔ دیگری است که معنایش بیابان است. متضاد این واژه در عربی، «حَضَری، قراری، مدری و مقیم» ذکر شده‌است.
واژهٔ اَعرابی که جمعِ آن «اعراب» است نیز به بدویان اشاره دارد. در زبان فارسی نیز همین شیوهٔ زبان عربی، معیار است. در ادبیات فارسی نیز همین‌گونه است؛ مثلاً در سفرنامهٔ ناصرخسرو «اَعرابی» به معنای «بادیه‌نشین» بکار رفته‌است. املای استاندارد لاتین آن، «Bedouin» است.

## گستردگی

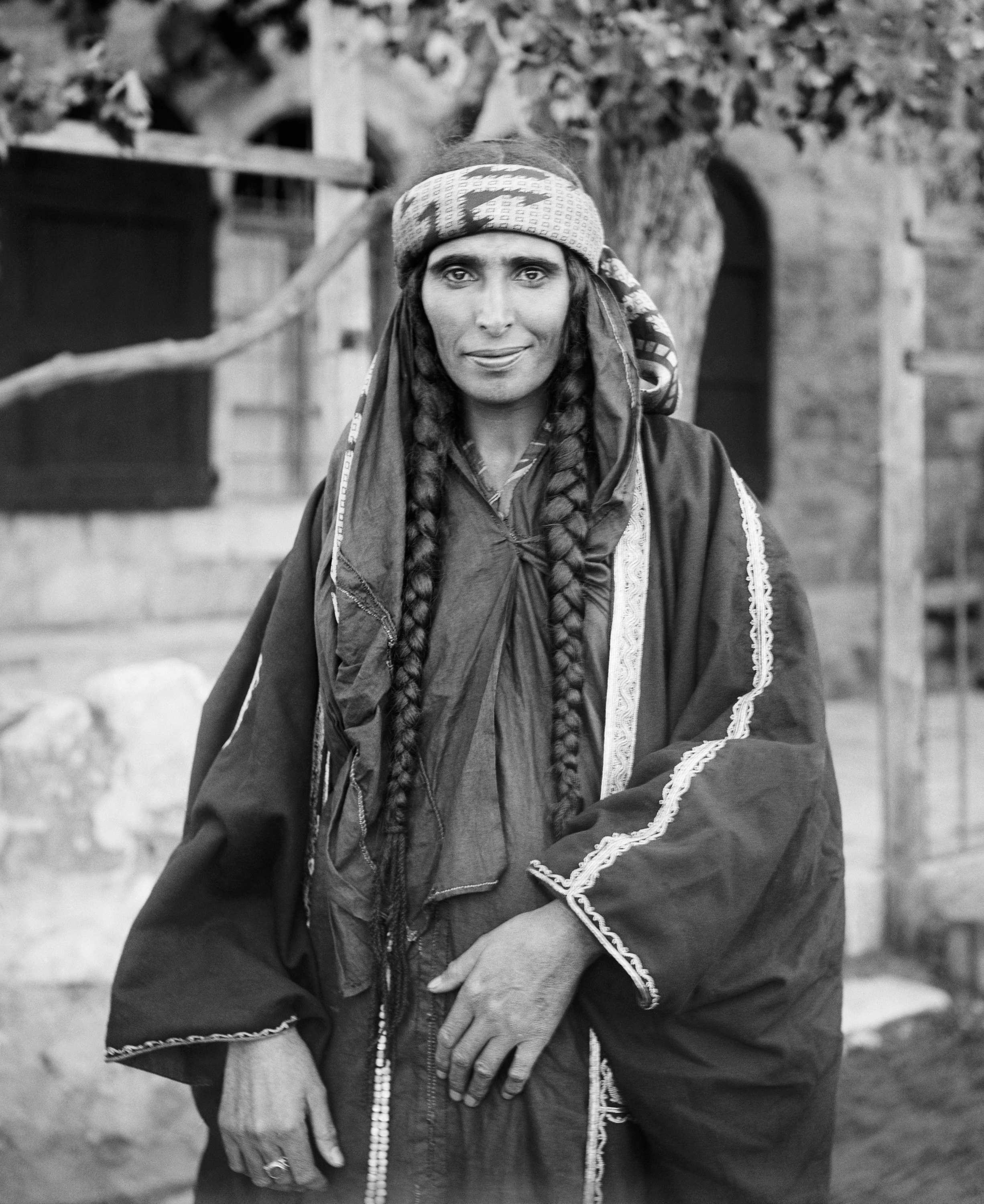
یک زن بدوی در بیت‌المقدس، ۱۹۱۰

علی الوردی دربارهٔ کلیّت این موضوع، گفته‌است که «اقلیم منطقهٔ عربی از همهٔ منطقه‌های جهان برجسته است زیرا خاستگاه‌های بدویّت (کوچ‌نشینی و صحراگردی) و مدنّیت (زندگی یکجانشینی/شهری/روستایی) را در خود گرد آورده‌است، به همین رو، درست است اگر بگوییم که جامعهٔ عربی از دیگر جامعه‌های جهان بیشتر در معرض یا درگیر کشمکش میان بدویت و مدنیت است.»

### لبنان
لبنان را تنها کشور عربی می‌دانند که «بادیه» ندارد و سبک زندگی «بدوی» (گونهٔ سنتّی آن) نیز در آن نمی‌تواند دوام داشته باشد.

### مصر
سلیمان بُستانی در اثری که دربارهٔ بدویان مصری در ابتدای سدهٔ بیستم میلادی نوشت، ذکر کرده که بدویان شبه جزیره سینا، به دین اسلام معترف‌اند؛ اما نزد آنان نه تنها کسی نیست که قواعد اسلام را بداند بلکه قواعد نماز خواندن را نیز نمی‌دانند.» او می‌گوید پس از اینکه سال‌های با آنان معاشرت داشته‌است، جز انگشت شماری ندید که نماز می‌خوانند، آنان بر پایهٔ اوقات پنج‌گانه نماز نمی‌گذارند، هرگاه بخواهند، می‌خوانند؛ «اگر برگزاری عید قربان و جشن مولد النبی و قسم خوردن‌های آنان به پیامبر و صلوات بر او را انجام نمی‌دانند، نمی‌دانستم که مسلمان‌اند.» او سپس بدویان سیناء را «ناتوان در خواندن و نوشتن» ذکر کرد. اما مدارسی که در شهرهای مصر برپاست، گروهی از اهل بادیه در آن درس می‌خواندند. سپس از ویژگی‌های مهمان‌داری آنان سخن می‌گوید که بسیار برای آن ارزش قائل می‌شدند. زنان بدوی سیناء را در نخ‌ریسی بسیار ماهر بیان کرده که در دوزندگی نیز سرآمدند.

## فرهنگ

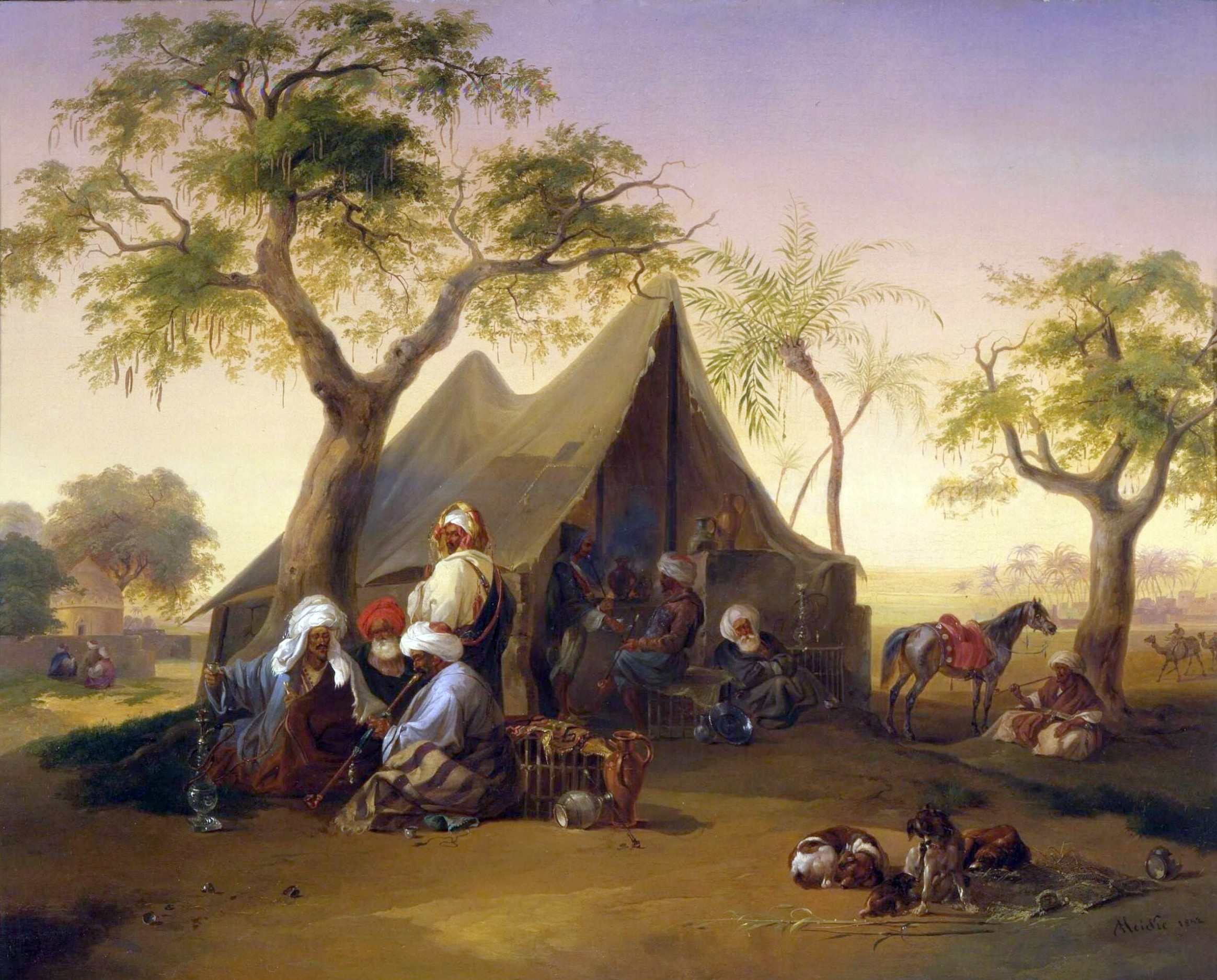
نقاشی از بدویان مصری که در برابر خیمه‌شان، قهوه می‌نوشند، ۱۸۴۲م

به‌طور کلّی چهار عنصر را ستون‌های فرهنگ بدوی می‌دانند «بادیه»، «فرد بدوی»، «شتر» و «خیمه».

### سبک زندگی
ابن خلدون در مقدمه‌اش دربارهٔ دو سبک زندگی بَدَوی (بیابانی/عشایری) و حَضَری (شهری/تمدنی) نوشته‌است. او بادیه‌نشینی را کهن‌تر از شهرنشینی ذکر کرده و باور داشته‌است که «بادیه‌نشینی اصل و گهوارهٔ جامعه و شهرنشینی است و پایهٔ ساختن شهرهاست و باشندگان شهرها آنان، خاستگاه بادیه‌ای/روستایی دارند» او بدویان را برای ویژگی‌های اخلاقی مانند دلیری، سادگی، قناعت، پاکی فطرت، روح آزادی و آزادگی ستوده‌است اما گفته که شهرنشینی از بادیه برمی‌خیزد اما در آن دوام نمی‌آورد چون از ویژگی‌های زندگی بدوی، سادگی نسبی در همهٔ امور است. به عقیده او، گرایش به دستیابی به قدرت کشورداری، ممکن است بادیه‌نشینان را به شهرنشینی سوق دهد:
بادیه نشینان به خیر و نیکی نزدیک‌ترند تا شهریان، بدویان از آنان دلیرتر و دارای عصبیت هستند، زیرا زندگی سخت و سلحشورانه دارند. شیوهٔ زندگی‌شان ساده است و از راه پرورش شتر گذران زندگی می‌کنند و تنها می‌تواند حداقل نیازهای خود را برآورند. این شیوهٔ زندگی، آنان را مردمی جسور و بااراده می‌کند. سختی‌های زندگی در بیابان، نیازمند تلاش مشترک و همیاری است که از راه عصبیت حاصل می‌شود.
او «عصبیت» را از ویژگی‌های اساسی زندگی بادیه‌نشینی دانسته‌است. ابن خلدون اشاره دارد که «در جامعه‌های بدوی مردم به‌وسیلهٔ عصبیت شدید به یکدیگر وابسته‌اند و این وابستگی، ادارهٔ جامعه و دفاع از آن در برابر بیگانه را آسان می‌گرداند، اما در جامعه شهرنشین (تمدن)، عصبیت کمرنگ است، از این رو برای ادارهٔ امور آن، بنیادهای گوناگون بایسته‌است.» او «شجاعت» و «پاکی نسب» را از دیگر ویژگی‌های بدویان ذکر کرده‌است.
از دید علی الوردی، این شیوه به نظریه تکامل داروین نزدیک است و ارائه یک خط سیر تاریخی مستقیم برای همهٔ جامعه‌های بشری «یک اشتباه محض» است. «امروز جامعه‌شناسان دریافته‌اند که وجود مرحله‌ای چون صحراگردی و کوچ‌نشینی به هیچ‌وجه در سیر تحول اجتماعی بشر ضروری نیست؛ زیرا بدویت و بیابان‌گردی تنها در اقلیم صحرا وجود پیدا می‌کند؛ بنابراین بدویت و صحرا دو مفهوم مترادف باهم‌اند. مردمی که در صحرا زندگی نمی‌کنند ناممکن است که سبک زندگی کوچ‌نشینی و صحراگردی را برگیرند.»
ابن خلدون بر این نظر است که زبان عربی در نتیجهٔ آمیزش با زبان‌های غیرعربی (عجمی) فاسد شده و برخی احکام آن دگرگونه شده و اعراب آن تغییر یافته است؛ و برای همین او زبان بادیه‌نشینان عرب را از لحاظ عربیّت ریشه‌دارتر و اصیل‌تر از زبان شهریان عرب می‌داند.

### زبان

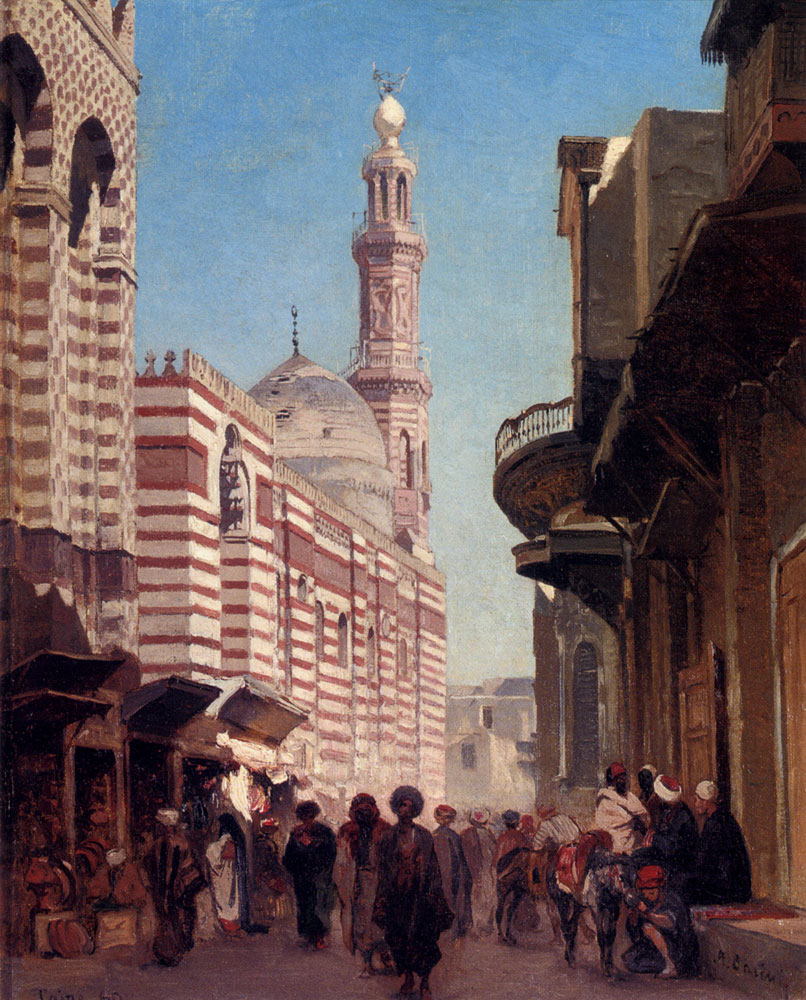
زبانِ بدویان در سده‌های اولیهٔ اسلامی، به‌عنوان زبانی «فصیح (شیوا)» مورد توجه زبان‌شناسان عربی بود، در یک مناقشه بر سر عبارتی میان سیبویه ایرانی و کسایی کوفی، یک بدوی داوری نمود و زبانِ او «معیار» گزیده می‌شد.

زبانِ عربی بدویان نزد دانشجویان و استادان زبان عربی در سده‌های میانهٔ اسلامی (دقیق‌تر با نامگذاری آن زمان به علوم عربی که اشاره به علوم ادبی-زبانی وابستهٔ عربی داشته‌است)، به عنوان «زبان استاندارد» ارزشمند بود و «معیار و حجّت» شمرده می‌شده‌است. بدویان مرجع اختلاف و ابهام‌زدایی نحویان بوده‌اند. در شهرهای عراق شماری از بدویان کوچیده همیشه حضور داشتند که برای درستی زبانشان، مورد اعتماد جامعهٔ دانش‌آموخته آن زمان بودند. این افراد در نزدیکی شهرها مستقر می‌شدند و واژگان ناآشنا (به‌ویژه برای آن‌هایی که زبان عربی، زبان مادری‌شان نبوده، مانند رومی‌ها و ایرانی‌ها) را به هر زبان‌شناسی که به آنان رجوع می‌کرد تا در کتاب یا رسالهٔ خود ثبت نماید، می‌فروختند. مثلاً زمانی که سیبویه ایرانی با کسایی کوفی در میزان درستی دو تعبیر «فَاذا هُوَ إیاها» یا «فَإذا هُوَ هیَ» با یکدیگر اختلاف پیدا کردند، برای یقین یک بَدَوی را به داوری آورند؛
خاستگاه امویان وابسته به بادیه بود و به این باور داشتند که فرزندانشان باید در محیط زبانی بدوی رشد یابند، اما عباسیان هرچند به بایستگی شیوایی و درستی زبان فرزندانشان باور داشتند، اما از دید فکری و عاطفی در پیوستگی با جامعهٔ بدوی نبودند. تا سدهٔ دوم هجری، بزرگ‌زادگان به بادیه می‌رفتند تا زبان فصیح بیاموزدند، اما پس از پیشرفت‌های عباسیان و به‌طور کلی از سدهٔ دوم و سوم هجری به بعد، بدویان بالعکس برای آموزش دادن عربی به شهرها و دربارها می‌آمدند. در سدهٔ چهارم هجری، زبان عربی بیشتر از کتاب‌ها و با آموزش فراگرفته می‌شد و از تأثیر بدویان کاسته شد؛ به کتاب‌های قدامة بن جعفر، ابن السکیت و عبدالرحمن همدانی بسیار ارجاع می‌شد.
جنبش نگارش فرهنگنامه‌های زبان عربی (قاموس)، برپایهٔ موادّی است که زبان‌شناسان (لغویان) در سدهٔ دوم هجری از بدویان گردآوردند. شمار بسیاری از لغویان به بادیه می‌رفتند و به گردآوری واژه از افراد قبیله‌های بدوی عرب می‌پرداختند؛ بدین ترتیب، نخستین جنبش میدانی زبان عربی در شبه جزیرهٔ عربستان برپا شد. بسیاری از بدویان که توجه لغویان را دریافتند، به جنوب عراق به‌ویژه به بصره و کوفه (دو شهری که زبان‌شناسان آنان هر یک پیروی مکتبی نحوی بوده‌اند) کوچیدند و به فروش سرمایه‌های فکری زبان خود به هریک از لغویانی که خواهان آن بودند، پرداختند. کار گردآوری در علم لغت، تلاشی فراگیر در ثبت همهٔ واژگانی که قبایل عرب می‌شناخت، نبود؛ بلکه لغویان قبایل را برپایهٔ زبان فصیح و غیر فصیح برمی‌گزیدند و گویش‌های قبایل دور از زبان فصیح را طرد می‌کردند. آنچه از گویش‌های قبایل گوناگون میان او دو شهر بود، گردآوری شد و «این اصلی شایع در گردآوری لغت، در سدهٔ دوم هجری بود».
توجه لغویان به قبیله‌های قیس، تمیم، اسد، هذیل و برخی تیره‌های کنانه و طی معطوف بود. آنان از عرب‌های شهرنشین (حَضَر) و قبایلی که در نزدیکی گروه‌های زبانی غیر عربی می‌زیستند، وام‌گیری زبانی انجام نمی‌دادند؛ مثلاً از قبیلهٔ لخم و جذام برای همسایگی‌اش با مصریان قبطی، از قضاعه و غسان و ایاد برای همسایگی‌اش با شام که آرامی و عبری سخن می‌گفتند، لغت نمی‌گرفتند.
همچنین فرهنگ‌نامه‌نویسان در آن زمان از قبایل تغلب، برای آمیختگی‌شان با جامعه‌های زبانی غیرعربی در شام، عراق و مصر روی گرداندند. قبلیه‌های عرب یمن و شرق شبه جزیرهٔ عربستان و شهرهای حجاز (مکه و مدینه) نیز از توجه لغویان بیرون بود. ناکارآیندی زبان و وام‌گیری زبانی از یمنی‌ها را به این دلیل می‌دانسته‌اند که زبانشان از برای آمیختگی با هند و حبشه، دگرگون شده‌است، قبیله‌های شرق شبه جزیره و شهرهای حجاز را هم به این اعتبار که زبانشان با زبان غیرعربی آمیخته شده بود، نمی‌پذیرفتند. این عملیات میدانی زبان در سدهٔ دوم هجری، تلاشی برای ثبت جنبه‌های حیات زبانی نزد عرب‌زبانان یا ثبت پژوهش‌های جنبه‌های گوناگونی گویش‌های عربی در شبه جزیره عربستان نبوده‌است (هرچند تا حدی این نیز اجرا شد)، بلکه بیشتر تلاشی برای یافتن ساخت‌ها و واژگان «فصیح» نزد قبایل عرب بود که کاربرد آن‌ها در زبان، شخص را با سطح زبانی مطلوب و ستایش‌انگیزانه نزد ادیبان و استادان زبان عربی نزدیک می‌نمود.

### ادبیات
شعر غنایی از انواع ادبی است که بدویانِ شبه جزیرهٔ عربستان در سرودن آن سرآمد بودند. قیس بن ملوح، شهرت‌یافته به مجنونِ لیلی (؟ -۶۸۸م) شاعر روزگار اموی، از اهالی نجد بود. ابونخیله راجز با نام اصلی یَعمُر بن عَدَن (؟ -۷۶۴م) پیرامون بصره زاده شد، به بادیه کوچید و همان‌جا نزد بدوی‌ها زبان آموخت تا اینکه خود به سرودن شعر پرداخت.

## خوارشماری بدویان
تحقیر و توهین به آنان

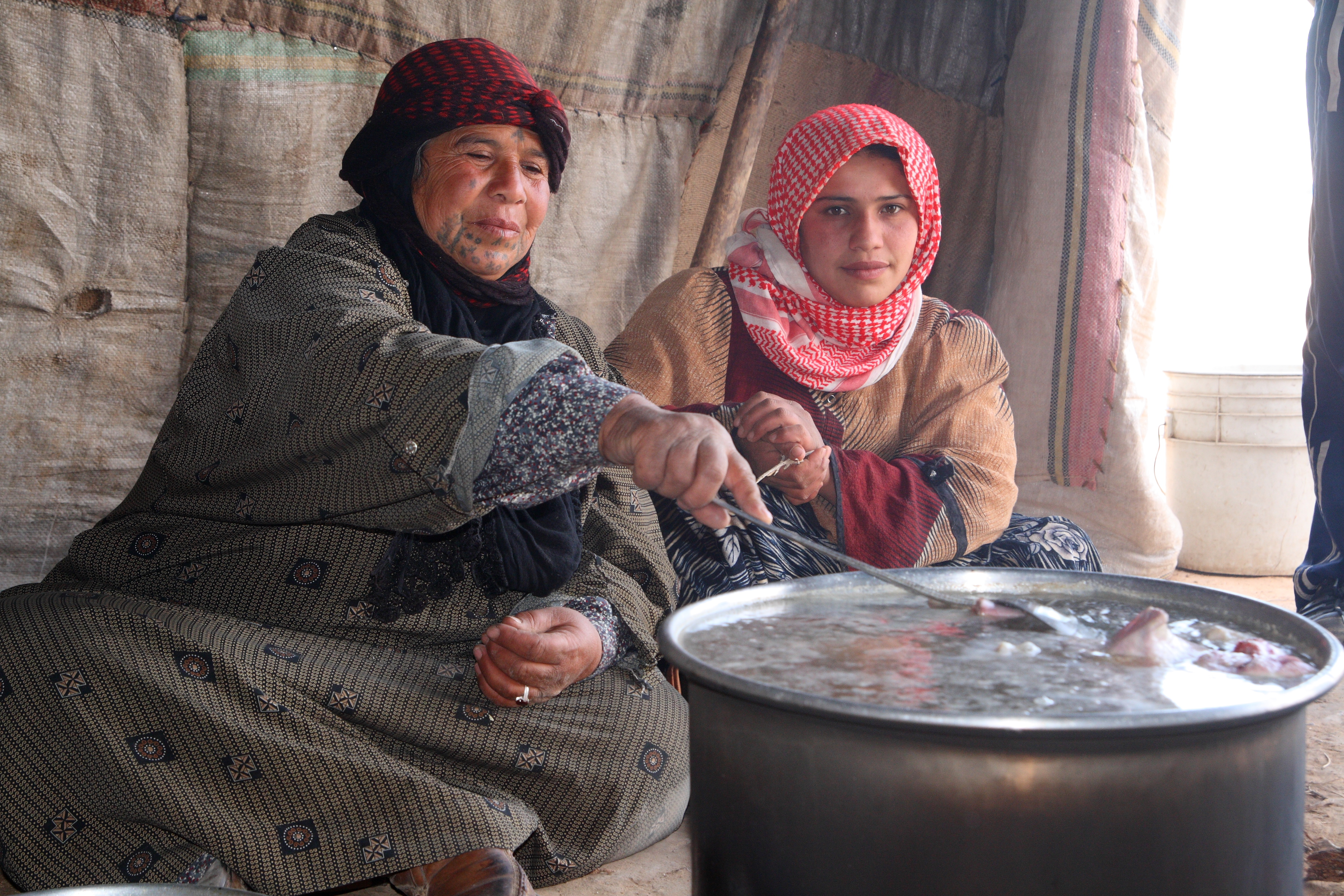
مادری بدوی سوری همراه دخترش که در خیمهٔ خود گوشت بره‌ای جوان را می‌پزند؛ بدویان ممکن است برای سبک زندگی سادهٔ خود یا عرب بودنشان، تحقیر و توهین شوند؛ همچنین ممکن است «عرب» با «بدوی» یکی انگاشته شود.

بدویان ممکن است برای عرب بودن یا سبک زندگی ساده خود، از موضوعات بیزاری-نفرت -پیشداوری نژادی باشند و خوار شمرده شوند. از آنجا که نزد افرادِ دانش‌نآموختهٔ نا-عرب، واژه بدوی ممکن با مردم عرب و عرب‌زبان یکی انگاشته شود؛ واژه «عرب» یا «بدوی» برای تحقیر هر دو گروه (بدویان یا عرب‌زبانان) به‌کار رود؛ العربیه گزارشی از مصاحبهٔ دو مسئول عالی‌رتبهٔ در وزارت امور خارجه ایران با رسانه‌ای آلمانی را در ۱۸ مارس ۲۰۱۱ بازگو کرد که آن دو «ملّت‌های عرب را بدویانی صحراگرد» خواندند، این تفسیر از سوی آن دو تکذیب شد.
میرزا آقاخان کرمانی از شخصیت‌های روشنفکر و اصلاح‌طلب ایرانی در نیمهٔ دوم سدهٔ نوزدهم میلادی، در اثرش صد خطابه، ریشهٔ پیشرفت کشوری را نظام پادشاهی دانسته‌است و به سبک زندگی بدویان اشاره کرده‌است و آنان را با «مردم عرب» یکی دانسته‌است؛ او با شدیدترین لحن نگارش، همهٔ ملت عرب و عرب‌زبان، اهالی عربستان و بدویان را خوار شمرده‌است. محمدعلی سدیدالسلطنه در کتابش تاریخ مسقط و عمان، بحرین و قطر و روابط آن‌ها با ایران بدوی را با مردم عرب یکی انگاشته و ریشهٔ باستانی واژهٔ «بدوی (بیابان‌نشین)» و «عربی (عرب‌زبان)» را یکی دانسته‌است. مهدی اخوان ثالث را فردی با با «کینهٔ ایستای به‌میراث‌رسیده» در عرب‌ستیزی نقد شده‌است؛ کسی که «عرب را دقیقاً و برای همیشه همان عربِ هزار و پانصد سال پیش می‌داند … او صدّام را به‌دلیل عرب بودنش، یزید می‌داند نه به‌دلیل عاملِ استعمار بودنش.» تندروی نهایی در این موضوع تا حدّی است که «دین اسلام»، آئین بدوی خوانده شود.

## جامعه

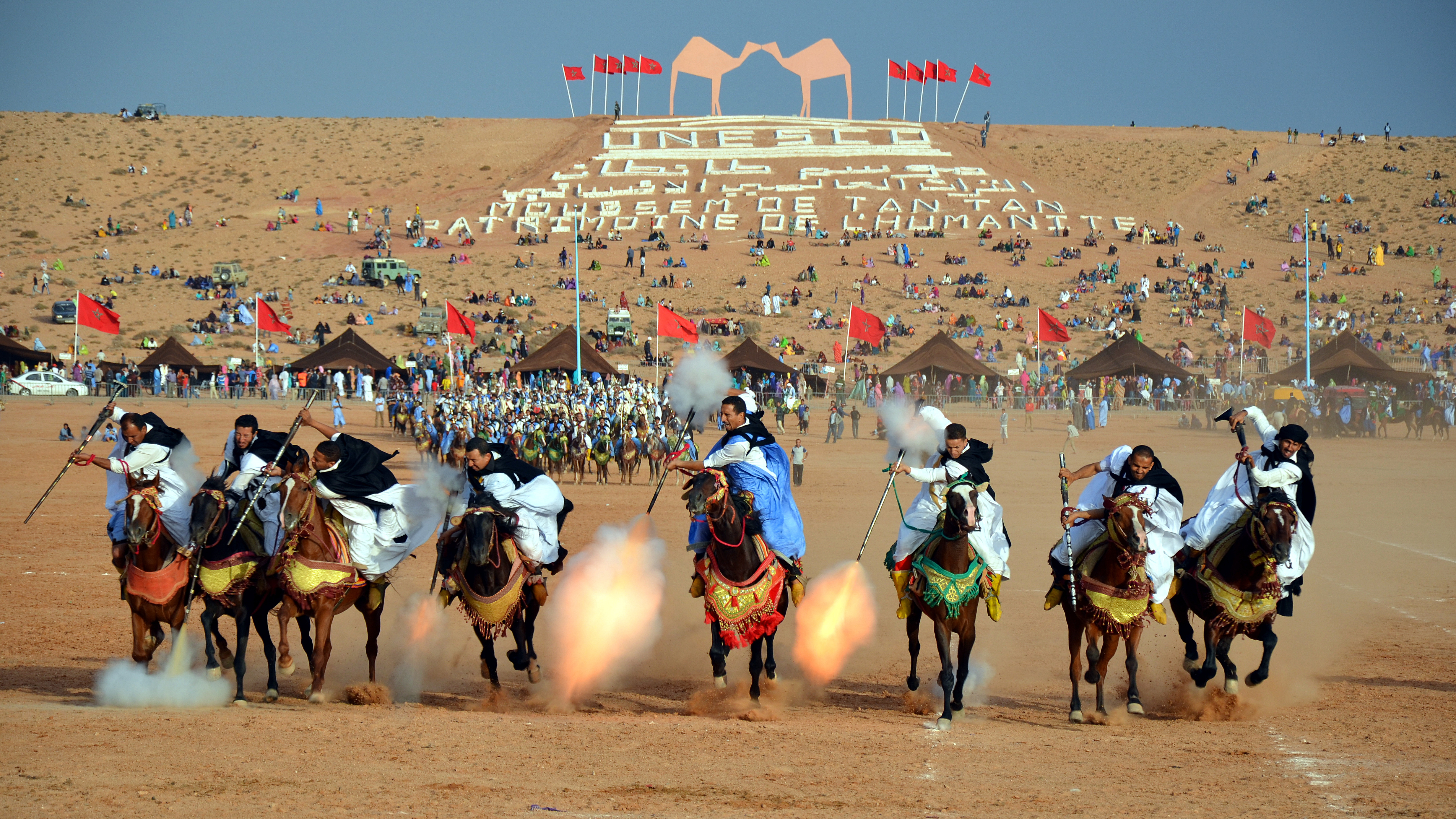
جشنوارهٔ بدوی‌ها و قبایل طانطان در مراکش، شامل چابُک‌سواری، اسب‌دوانی با اسب‌های عربی، مسابقات شترشواری، تیراندازی و رقص عشایری و بزم است. این جشنواره هرساله در ماه دسامبر برگزار می‌شود.

یک نقل قول معروف از بدوی‌ها می‌گوید «من علیه برادرم، من و برادرم علیه پسر عمویم، و بعد من و پسر عمویم علیه غریبه‌ها». این گفته‌شان نشانگر سلسله مراتب وفاداری بر پایهٔ نزدیکی خویشاوندی است که از خانوادهٔ هسته‌ای (درجه اول) شروع می‌شود تا اجداد و بعد قبیله و حتی، در موارد کلی، تا گروه‌های نژادی و زبانی (که پایهٔ آن بر اساس خویشاوندی است) پیش می‌رود. بر اساس آیین مک به خود و مسئولیت جمعی، اختلافات حل شده و علایق دنبال می‌شوند و عدالت و فرمان‌ها در این چهارچوب باقی‌مانده‌اند. واحد خانواده (که خیمه یا بیت نیز گفته می‌شود) معمولاً از سه یا چهار بزرگسال (یک زوج مزدوج به علاوهٔ خواهر و برادر یا والدین) و تعدادی بچه تشکیل می‌شود.

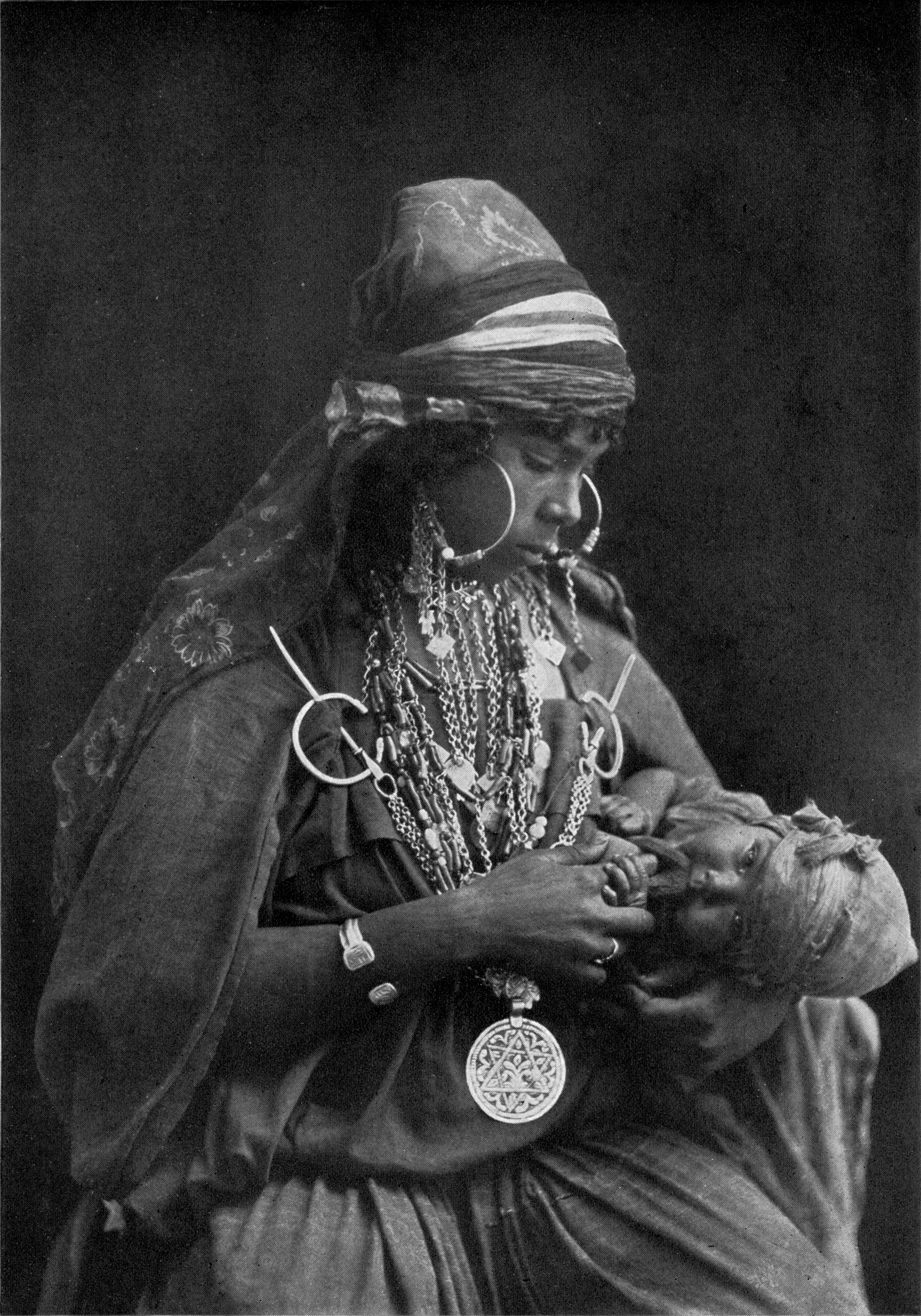
زن بدوی و فرزندش، ۱۹۱۷

وقتی منابع طبیعی زیاد باشد، چند خیمه باهم به عنوان قوم صفر می‌کنند. ای گروه‌ها گاهی از نظر اجدادی و گاهی با ازدواج متصل اند (زنانی که تازه عروس شده‌اند در بسیاری از موارد مردان فامیل نزدیک را همراه خود دارند)، یا گاهی فقط آشنا هستند با روابطی که به‌طور دقیق مشخص نیست و صرفاً اعضای یک قبیلهٔ مشترک‌اند.
درجهٔ بعدی روابط در گروه «ابن ام» (پسر عمو یا دایی) یا نسب و گروه نژادی مشترک، معمولاً سه تا پنج نسل، است. این معمولاً به قوم‌ها منسوب است ولی وقتی قوم از گروهی مردم با نسب یکسان تشکیل شود، این معمولاً به چند فعالیت اقتصادی تقسیم می‌شوند، پس این امر با آن‌ها مدیریت ریسک می‌دهد، به‌طوری‌که وقتی یک عضو از این گروه دچار مشکل اقتصادی می‌شود هم نسبانش از او حمایت می‌کنند. «گروه نژادی» نشان دهندهٔ اصل و نسب آنهاست و در واقعیت آن‌ها روابط و شجرهٔ خود را طوری تنظیم کرده‌اند که عضو جدید بپذیرند.
بزرگ‌ترین درجهٔ روابط قبیله‌ای کل قبیله‌است که به وسیلهٔ «شیخ» رهبری می‌شود. قبیله معمولاً (ادعا می‌کند) ریشه‌اش یک جد معروف است. این امر به نظر ارثی می‌آید اما در واقعیت گروه‌های جدید شاید شجره نامه‌ای داشته باشند که ساختگی باشد تا آن‌ها را به یک جد مربوط کند. این سطح قبیله‌ای سطحیست واسطه بین بادیه نشینان و سازمان‌ها و حکومت‌های بیرون.
صحرا نشینان به‌طور سنتی دارای قوانین و مرام‌ها و سیستم‌های عدالتی محکمی دارند. «بیشا» (bisha'a) یا «فرمان آتش» یکی از اعمال معروف بادیه نشینان به منظور دروغ سنجی است.
برای آگاهی از نام، محل و جمعت قبایل می‌توانید به مقلهٔ انگلیسی مراجعه کنید.